# Seb Morris

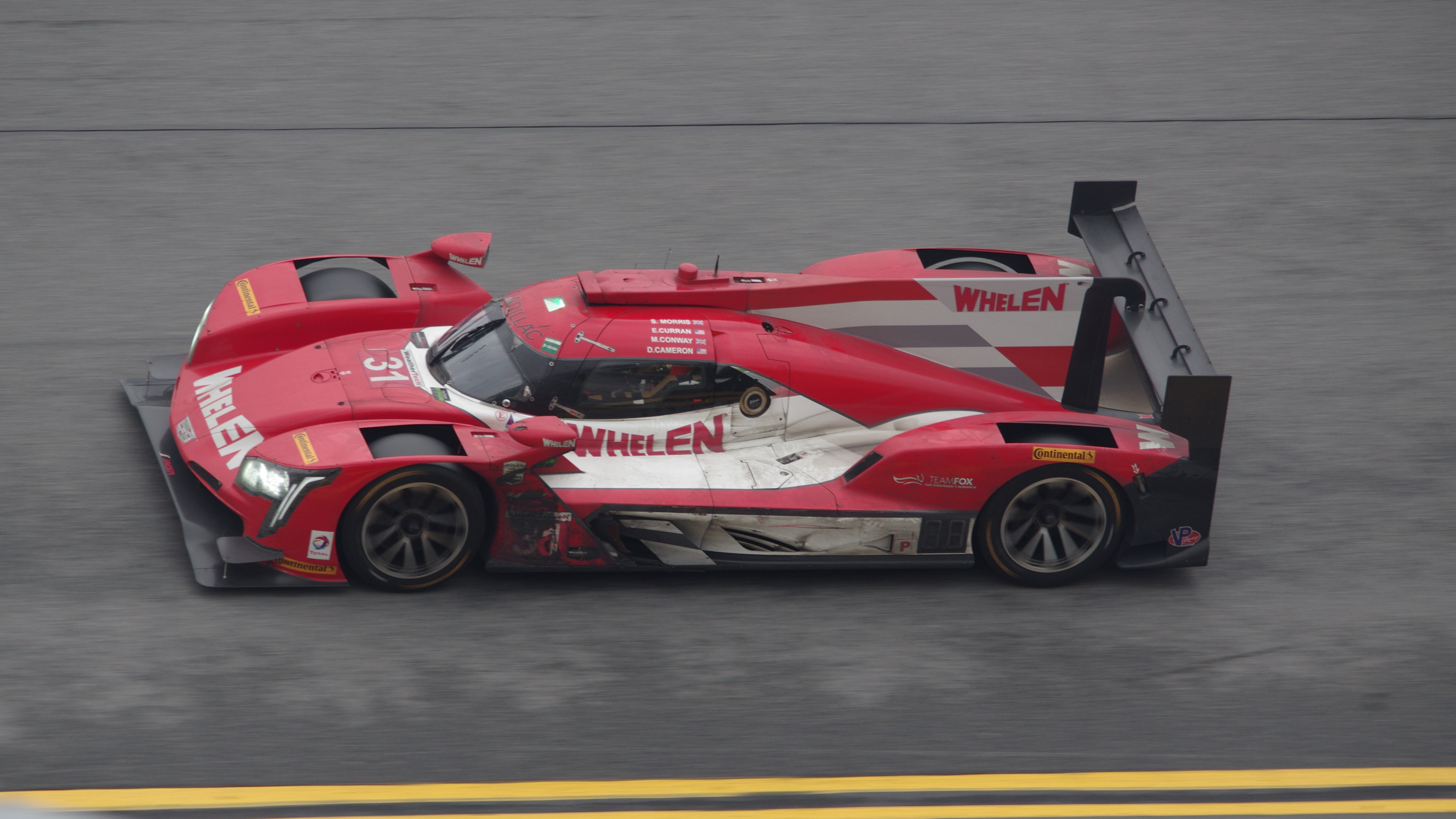
Der Cadillac Dpi V.R mit dem Seb Morris beim 24-Sunden-Rennen von Daytona 2017 am Start war

Sebastian „Seb“ Morris (* 30. November 1995 in Wrexham, Wales) ist ein britischer Automobilrennfahrer. Er startete 2015 in der GP3-Serie.

## Karriere
Morris begann seine Motorsportkarriere 2007 im Kartsport, in dem er bis 2010 aktiv blieb und mehrere Meisterschaften gewann. 2010 stieg er zudem in den GT-Sport ein und fuhr in der Ginetta Junior Championship für das Team Hillspeed. Er wurde Zwölfter in der Fahrerwertung und gewann die Wintermeisterschaft. 2011 blieb Morris in der Ginetta Junior Championship und entschied die Fahrerwertung für sich.
2012 debütierte Morris im Formelsport und fuhr für Fortec Motorsports in der BARC Formel Renault. Er gewann fünf Rennen und wurde Dritter in der Fahrerwertung. Darüber hinaus startete Morris 2012 für Fortec in der nordeuropäischen Formel Renault und wurde Meister in der Winterserie der BARC Formel Renault. 2013 kehrte Morris zu Hillspeed zurück und ging in der neugegründeten BRDC F4 Championship an den Start. Morris gewann ein Rennen und wurde mit 410 zu 445 Punkten Gesamtzweiter hinter Jake Hughes. 2014 wechselte Morris erneut zu Fortec Motorsports und startete in der nordeuropäischen Formel Renault. Während sein Teamkollege Ben Barnicoat die Meisterschaft gewann, wurde Morris mit zwei Siegen und insgesamt fünf Podest-Platzierungen Gesamtdritter. Darüber hinaus nahm er für Fortec an vier Rennen der alpinen Formel Renault teil. Dabei erzielte er eine Podest-Platzierung. Morris war 2014 außerdem bis zur Insolvenz des Rennstalls im Förderprogramm des Caterham F1 Teams.
2015 trat Morris für Status Grand Prix in der GP3-Serie an. Er beendete die Saison auf dem 18. Gesamtrang.

## Statistik

### Karrierestationen
| - 2007–2010: Kartsport - 2010: Ginetta Junior Championship (Platz 12) - 2010: Ginetta Junior Championship, Winter (Meister) - 2011: Ginetta Junior Championship (Meister) | - 2012: BARC Formel Renault (Platz 3) - 2012: Nordeuropäische Formel Renault (Platz 43) - 2012: BARC Formel Renault, Winter (Meister) - 2013: BRDC F4 Championship (Platz 2) | - 2014: Nordeuropäische Formel Renault (Platz 3) - 2014: Alpine Formel Renault (Platz 15) - 2015: GP3-Serie (Platz 18) |

### Einzelergebnisse in der GP3-Serie
| Jahr | Team              | 1   | 2   | 3   | 4   | 5   | 6   | 7   | 8   | 9   | 10  | 11  | 12  | 13  | 14  | 15  | 16  | 17  | 18  | Punkte | Rang |
| ---- | ----------------- | --- | --- | --- | --- | --- | --- | --- | --- | --- | --- | --- | --- | --- | --- | --- | --- | --- | --- | ------ | ---- |
| 2015 | Status Grand Prix | ESP | ESP | AUT | AUT | GBR | GBR | HUN | HUN | BEL | BEL | ITA | ITA | RUS | RUS | BRN | BRN | UAE | UAE | 6      | 18.  |
| 2015 | Status Grand Prix | DNF | 24  | 19  | 5   | 15  | 12  | 12  | 12  | DNF | 14  | DSQ | DNF | 14  | 10  | 16  | DNF | 13  | 15  | 6      | 18.  |